# Comuna de Topólka
Topólka (polaco: Gmina Topólka) é uma gminy (comuna) na Polónia, na voivodia de Cujávia-Pomerânia e no condado de Radziejowski. A sede do condado é a cidade de Topólka.
De acordo com os censos de 2007, a comuna tem 5278 habitantes, com uma densidade 49,1 hab/km².

## Área
Estende-se por uma área de 102,92 km², incluindo:
- área agricola: 78%
- área florestal: 9%

## Demografia
Dados de 24 de Maio 2007:
|                      | Total   | Total | Mulheres | Mulheres | Homens  | Homens |
| -------------------- | ------- | ----- | -------- | -------- | ------- | ------ |
|                      | pessoas | %     | pessoas  | %        | pessoas | %      |
| População            | 5050    | 100   | 2468     | 48,9     | 2582    | 51,1   |
| Densidade (pop./km²) | 49,1    | 100   | 24       | 24       | 25,1    | 25,1   |

De acordo com dados de 2002, o rendimento médio per capita ascendia a 3498zł. zł.

## Comunas vizinhas
- Babiak, Bytoń, Izbica Kujawska, Lubraniec, Osięciny, Piotrków Kujawski, Wierzbinek